# Gestreepte dwergsirene
De gestreepte dwergsirene (Pseudobranchus striatus) is een salamander uit de familie sirenen (Sirenidae). De soort werd voor het eerst wetenschappelijk beschreven door John Lawrence LeConte in 1824. Oorspronkelijk werd de wetenschappelijke naam Siren striata gebruikt. De enige andere soort uit het geslacht is Pseudobranchus axanthus.

## Uiterlijke kenmerken
De aalvormige salamander wordt 10 tot 22 centimeter lang, mannetjes blijven iets kleiner, waarvan ruim een derde staart. Het lichaam doet denken aan een aal; zeer langgerekt en dun, de voorpoten hebben elk drie tenen en zijn sterk verkleind, de achterpoten ontbreken volledig. De volwassen exemplaren lijken sterk op de larven omdat ze de kieuwen niet verliezen, de salamander is neoteen. Het belangrijkste verschil is de rugkam van de juvenielen die loopt van net achter de kop tot aan de staartpunt. De kleur varieert van licht- tot donkerbruin met 2 lichtere strepen op de flanken. Op het midden van de rug is vaak een donkere lengtestreep aanwezig.

## Levenswijze
Het voedsel bestaat uit allerlei waterdieren, vooral kleine ongewervelden, deze nachtactieve salamander komt nooit uit het water, maar kent wel een inactieve periode als een bron uitdroogt. Dan zit het dier enkele tientallen centimeters diep ingegraven in de modder in een soort cocon bestaande uit huidresten en slijm, wachtend op regen. Vijanden van deze soort zijn rovende vissen, schildpadden, krokodilachtigen, slangen en vogels.

## Verspreiding en habitat
Pseudobranchus striatus komt voor in het zuidoostelijke deel van de Verenigde Staten. De habitat bestaat uit in kleinere, langzaam snelstromende wateren die niet te diep zijn en veel onderwaterplanten bevatten waar de salamander in jaagt en schuilt. Over het algemeen worden wat dichtbegroeide plaatsen uitgekozen zoals moerassen. Ook hebben semi-permanente wateren de voorkeur, wat als nadeel heeft dat het dier zich een tijdje moet ingraven, maar in deze wateren leven geen (roof)vissen omdat deze droogte niet overleven.